# SKE48の大富豪はおわらない!
『SKE48の大富豪はおわらない!』（エスケーイー フォーティーエイトのだいふごうはおわらない）はRed Gamesより配信されるスマートフォン向けゲームアプリ。基本プレイ無料（アイテム課金制）。

## 概要
2019年8月6日よりTwitterでの事前登録が行われ、同年8月21日にサービスを開始した。SKE48のメンバーの中から推しメンを設定して一緒に遊ぶことができる。またSKE48のメンバー本人との対戦を楽しむことができその場合は専用の演出がみられる。
また番組などとのコラボレーションも頻繁に行われており、チーム対抗戦を制したチームKIIがゼロポジの協力のもとライブを開催しその模様がテレビで放映されたほか、中京テレビの協力のもと推しメンランキング上位のメンバーで番組（「SKE48予算100万円」）が作成された。
2023年4月に旧運営であるStudeepl(旧：Red Queen)からRed Gamesへ運営が移管された。旧運営は同年7月31日に破産手続開始決定を受けているが、当ゲームには引き続きサービスを行う。なお旧運営の下で延期されていたSTU48との合同ライブについては11月20日に行われることとなった。

## ルール
NPCと対戦するひとりで対戦とオンラインで対戦するみんなで対戦の2つのモードがある。基本的なルールは大富豪に準じ、ジョーカー2枚を含めた54枚を使用する。最初は♦3を持つプレイヤーから開始し♦3を含めたカードを出す。なお一度パスすると場が流れるまで出すことはできない。また、以下のローカルルールが採用されている。
- 革命 ‐ 4枚以上のカードを出すと成立。革命返しや階段での革命も認められている。
- しばり ‐ 同じスートや連番が3回続いたときに成立。両方満たした状態を「激しば」と呼ばれる。なお複数枚出しの場合は複数枚すべてのソートが一致している必要がある。
- 8切り ‐ 8を含むカードを出した時(階段含む)に成立し場を流す。なお、8をジョーカーで代用した時は成立しない。
- スペ3 ‐ ジョーカー1枚に対して♠3で返すことができる。その際場は流れる。
- 反則上がり ‐ 8やジョーカー、2(通常時)や3(革命時)を含めたカードで上がった場合反則負けとなり最下位となる。またスペ3返しで上がった場合も同様とする。
- 都落ち ‐ 大富豪以外の人が最初に上がった場合、大富豪は手札をすべて放棄して最下位となる。